# Vadym Tychtchenko
Pour les articles homonymes, voir Tychtchenko.
Vadym Mykolaïovytch Tychtchenko (en ukrainien Вадим Миколайович Тищенко,  né le 24 mars 1963 et mort le 14 décembre 2015), est un footballeur soviétique puis ukrainien, reconverti comme entraîneur. 
Il est médaillé d'or aux Jeux olympiques de 1988.

## Biographie

### En club
Avec le club du FK Dnipro, il remporte un championnat d'URSS et une Coupe d'URSS.
Avec cette même équipe, il joue trois matchs en Coupe d'Europe des clubs champions.

### En équipe nationale
Il reçoit huit sélections en équipe d'Union soviétique entre 1987 et 1990.
Il joue son premier match en équipe nationale le 29 août 1987 contre la Yougoslavie et son dernier le 12 septembre 1990 contre la Norvège.

## Palmarès
Union soviétique
- Médaillé d'or aux Jeux olympiques de 1988.

 FK Dnipro
- Champion d'Union soviétique en 1988.
- Vainqueur de la Coupe d'Union soviétique en 1989.